# Pycnosomia coxata
Pycnosomia coxata är en havsspindelart som beskrevs av Stock, J.H. 1991. Pycnosomia coxata ingår i släktet Pycnosomia och familjen Phoxichilidiidae. Inga underarter finns listade i Catalogue of Life.